# Tephrina munda
Tephrina munda är en fjärilsart som beskrevs av W. Warren 1896. Tephrina munda ingår i släktet Tephrina och familjen mätare. Inga underarter finns listade i Catalogue of Life.